# Bryce
Bryce (Брайс) — программа для 3D-моделирования, рендеринга и анимации, специализирующаяся на генерировании фрактальных пейзажей. Название получила в честь Брайс-каньона, геометрия которого была смоделирована алгоритмом программы.

## История программы
Программа Bryce была создана для реалистичного фрактального моделирования гор и береговой линии. Первая коммерческая версия Bryce 1.0 была выпущена в 1994 г. для компьютеров Macintosh компанией MetaCreations, одним из разработчиков которой был Кай Краузе.
Вторая версия Bryce 2.0 была выпущена в 1996 г., включала в себя моделирование гор, источники света, просчёт атмосферных эффектов, примитивы и булево моделирование, редактор текстур. Программа была также портирована на платформу Windows. Более стабильная версия Bryce 2.1 вышла в 1997 г.
В 1997 г. была также выпущена версия Bryce 3.1, в которую добавили возможность анимации.
Версия Bryce 4.0 содержала много нововведений: управление атмосферой, небом, импорт/экспорт объектов.
В 2000 г. Bryce была приобретена компанией Corel Corporation. Версия Bryce 5.0 вышла в 2001 г. с некоторыми новшествами, в частности, редактором деревьев и метаболами. Версия 5.01 устраняла ряд ошибок и вводила некоторые недокументированные функции. Других улучшений в программу внесено не было.
В 2004 г. программа была приобретена компанией DAZ Productions. В 2005 г. вышла версия Bryce 5.5, которая содержала плагин DAZ Studio Character. Этот плагин позволял импортировать данные из других продуктов компании DAZ 3D: DAZ Studio и Poser.
В октябре 2006 г. компания DAZ выпустила Bryce 6.0 и Bryce 6.1. Особенности: импорт анимации, поддержка двухпроцессорных компьютеров, поддержка HDRI и др.
В июне 2007 г. предыдущая версия DAZ Bryce 5.5 стала бесплатной.
В феврале 2010 г. вышла версия DAZ Bryce 6.3 с исправлениями для предыдущей версии.
В Августе 2010 г. вышла версия DAZ Bryce 7.0, бесплатно доступная для некоммерческого использования. Однако, она требует регистрационный номер. Версия Pro осталась платной.
Новая версия Bryce включает ряд обновлений и новых возможностей:
- Instancing Lab — новая лаборатория клонирования. Позволяет быстро создавать огромные леса, груды камней и других объектов с меньшим расходованием вычислительных ресурсов
- Новые типы источников группового освещения
- Новые настройки лаборатории неба (независимые элементы управления слоями облаков, использование неба в качестве источника света для HDRI, дополнительное освещение сцены от солнца
- Создание систем частиц, которые можно анимировать, управляя их размером, тяжестью и количеством
- DAZ Studio Bridge, позволяющий заполнять пространство сцены Bryce человеческими фигурами, животными и другими предметами, импортированные из DAZ Studio
- Экспорт и импорт файлов данных FBX и COLLADA, а также моделей Google SketchUp и Spore-созданий
- Улучшение импорт из Poser

## Свойства программы
Программа предназначена в основном для создания и визуализации пейзажей. Возможности создания 3D — моделей внутренними средствами моделирования ограничиваются некоторыми примитивами и источниками света. У Bryce есть следующие свойства:
- Instancing Lab лаборатория клонирования, построенная по принципам экосистемы
- Новые типы источников группового освещения
- Моделирование деревьев
- Моделирование горных ландшафтов и их экспорт
- Моделирование воды
- Редактирование неба и облаков (управления слоями облаков, использование неба в качестве источника света для HDRI, дополнительное освещение сцены от солнца)
- Импорт объектов из большинства 3d-форматов
- Поддержка импорта анимации из DAZ Studio, Poser и др.
- Метаболы
- Редактор материалов и текстур
- Анимация, импорт/экспорт анимации
- Интеграция с программами DAZ 3D
- Рендеринг (с алгоритмом raytrace)
- Экспорт и импорт файлов данных FBX и COLLADA, а также моделей Google SketchUp и Spore™ созданий
- Создание систем частиц (анимация, управление размером, тяжестью, количеством)

## Галерея

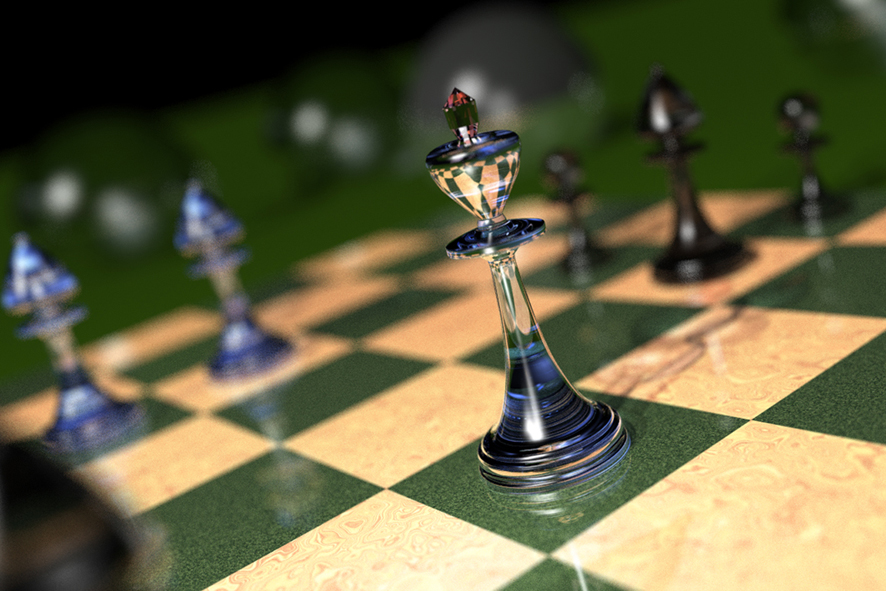
Пример рендера с Bryce (сцена)